# 쀼어
쀼어(쀼어:, 버마어: ပျူ ဘာသာ, Pyu, Tircul)는 기원후 첫 천년기에 현재의 미얀마 일대에서 주로 사용되었던 중국-티베트계 사어이다. 기원전 2세기에서 기원후 9세기 사이에 번성한 쀼 도시 국가들의 토착어였다. 남조의 버마 사람들이 쀼(Pyu) 도시 국가를 추월하기 시작한 9세기 후반부터 그 사용이 감소했다. 이 언어는 12세기 후반까지 대중적인 언어는 아니더라도 적어도 바간 왕국의 왕실 비문에서 여전히 사용되었다. 쀼어는 13세기에 사라져 이전의 쀼 왕국인 상버마에서 바간왕국의 언어인 버마어의 부상을 완성했다.